# Étienne (sculpteur)
Pour les articles homonymes, voir Pirot (homonymie) et Étienne.
Étienne Pirot, dit Étienne, est un sculpteur français né à Grenoble le 1er novembre 1952 et mort le 17 janvier 2025 à Saint-Martin-de-Ré. 

## Biographie
Étienne Pirot passe sa jeunesse dans le Dauphiné jusqu’au moment où son père Jean-Marie Pirot, le peintre Arcabas, est invité, en 1969, par le Conseil National des Arts du Canada. Il poursuit ses études à l’université d’Ottawa où son père est professeur titulaire. De retour en France en 1972, il poursuit ses études à Marseille où il obtient une licence d'arts plastiques. Il sera ensuite élève à l'École nationale supérieure des beaux-arts de Paris. Ensuite, il se partage entre ses ateliers de Paris et de l’île de Ré.

## Expositions
- 1972 : Université d'Ottawa

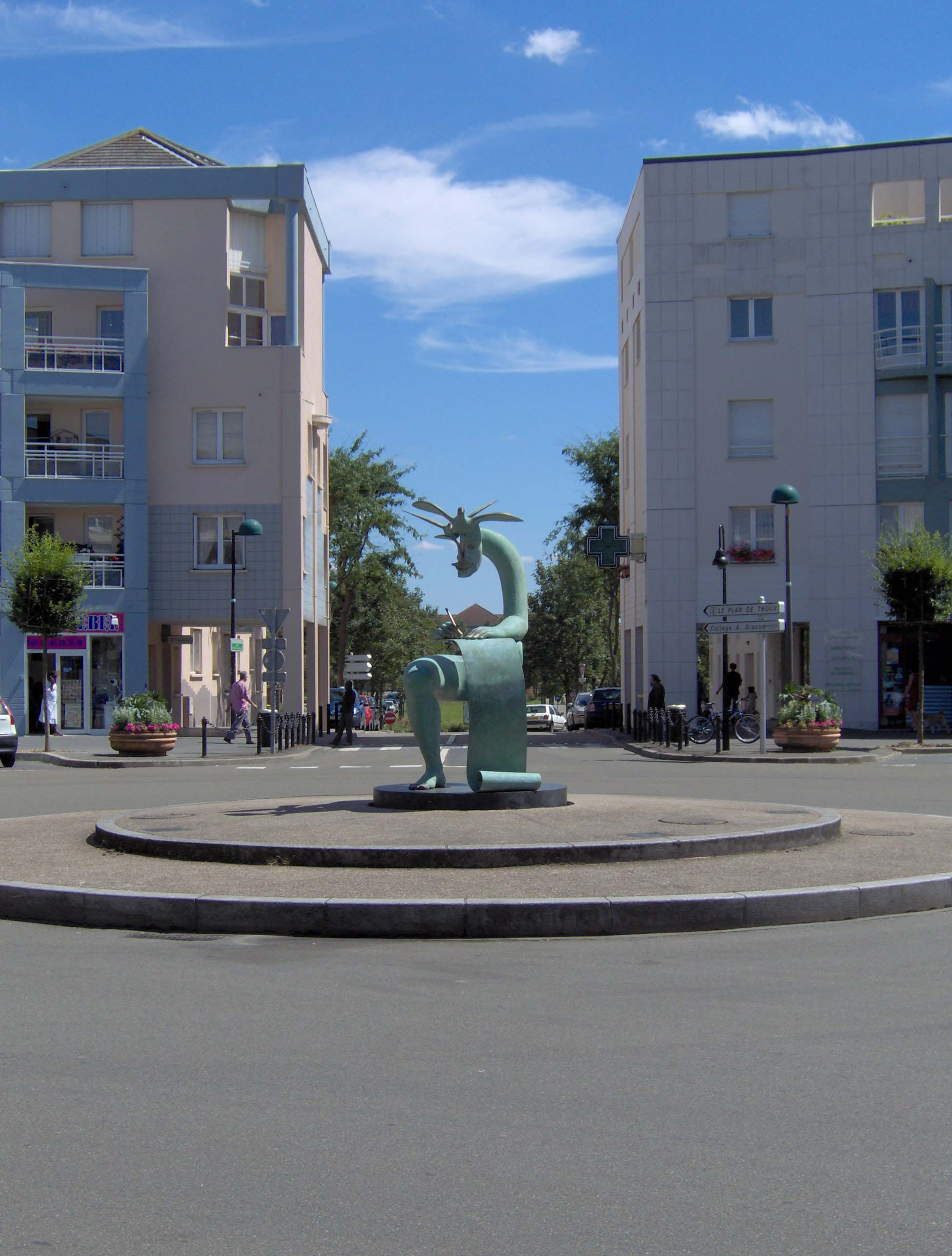
Paul Claudel sur la place du même nom à Montigny-le-Bretonneux

- 1973 : Galerie ID2 - Alpexpo - Maison de la Culture, Grenoble
- 1976 : Galerie Zisswiller, Paris - Galerie la Mandragore, Saint-Paul-de-Vence
- 1978 : Galerie Attali, Paris - Galerie J. Marie Cupillard, Grenoble
- 1979 : Galerie Olivetti, Paris
- 1980 : Galerie Au Roi des Aulnes, Paris

- 1983 : Galerie Pierres Marines, Paris
- 1984 : Galerie Cheret, Paris
- 1985 : Grand Hôtel, Paris - Palais Synodal, Sens - Galerie M. Nobel, Louvain - Fondation Jacques Desart, Les Alluets-le-Roi - Un décorateur et la sculpture contemporaine Triangle international, Paris
- 1986 : Hôtel de ville, Grenoble
- 1987 : Bronze 1987 Centre culturel, Boulogne-Billancourt
- 1988 : L'Art et la Science 17e Congrès de mécanique théorique et appliquée, Grenoble
- 1990 et 1992 : Galerie Prazan-Fitoussi, Paris
- 1993 : Art Miami Galerie Jane Kahan, Miami
- 1994 : Galerie Jane Kahan, New York - Galerie Guénégaud, Paris
- 1996 : Chagall et Étienne Galerie Jane Kahan, New York - USART Galerie Jane Kahan, San Francisco
- 1997 : La Maison  Française, Ambassade de France, Washington – FIAC Galerie Hansung, Paris - Fonderie Blanchet-Landowski, Paris
- 1999 : Rétrospective 20 ans de sculpture en bronze, Fonderie Blanchet-Landowski, Paris - Galerie Tempéra, Bruxelles -
- 1999 et 2000 : Linéart Galerie Tempera, Gand - Holland Fair Art Galerie Tempera, Pays-Bas
- 2000 : Galerie Lemand, Paris
- 2001 : Galerie Debelleyme, Paris - Plein d'amour et de création Fonderie Blanchet-Landowski, Paris
- 2002 : Bijoux d'artistes Galerie le XXe siècle, Saint-Martin-de-Ré - La fête et le vin Fonderie Blanchet-Landowski, Paris - Variations autour de la Croix maison d'église Notre-Dame de Pentecôte, Paris-La Défense
- 2003 : L'Esprit et la Croix église de Saint-Sulpice, Paris - Signatures, Galerie du Cadre de Vie, Cholet - Un ange passe Galerie Tempera, Bruxelles - Arcabas - Étienne église Saint-Mélouin, Berville-sur-Mer
- 2004 : Variations autour de l'Esprit et la Croix Église Saint-Melaine, Rennes - cathédrale Saint-Vincent, Saint-Malo - cathédrale Notre-Dame, Reims - Galerie d'art Élysées, Paris
- 2005 : Variations autour de l'Esprit et la Croix cathédrale des Saints Michel et Gudule, Bruxelles - Galerie Cafmeyer, Knokke-le-Zoute - Eccentric Galerie Cafmeyer, Knokke-le-Zoute – Xe foire internationale d'art de Canton
- 2006 - 2008 - 2009 : foires internationales d'art de Canton et Shanghai
- 2009 : Centre Culturel La Maline, La Couarde-sur-Mer – Étienne et Suire Verley Galerie Xin Art, La Rochelle

## Musée
- 2009 : entrée au musée de la ville de Saint-Quentin-en-Yvelines

## Lieux de culte

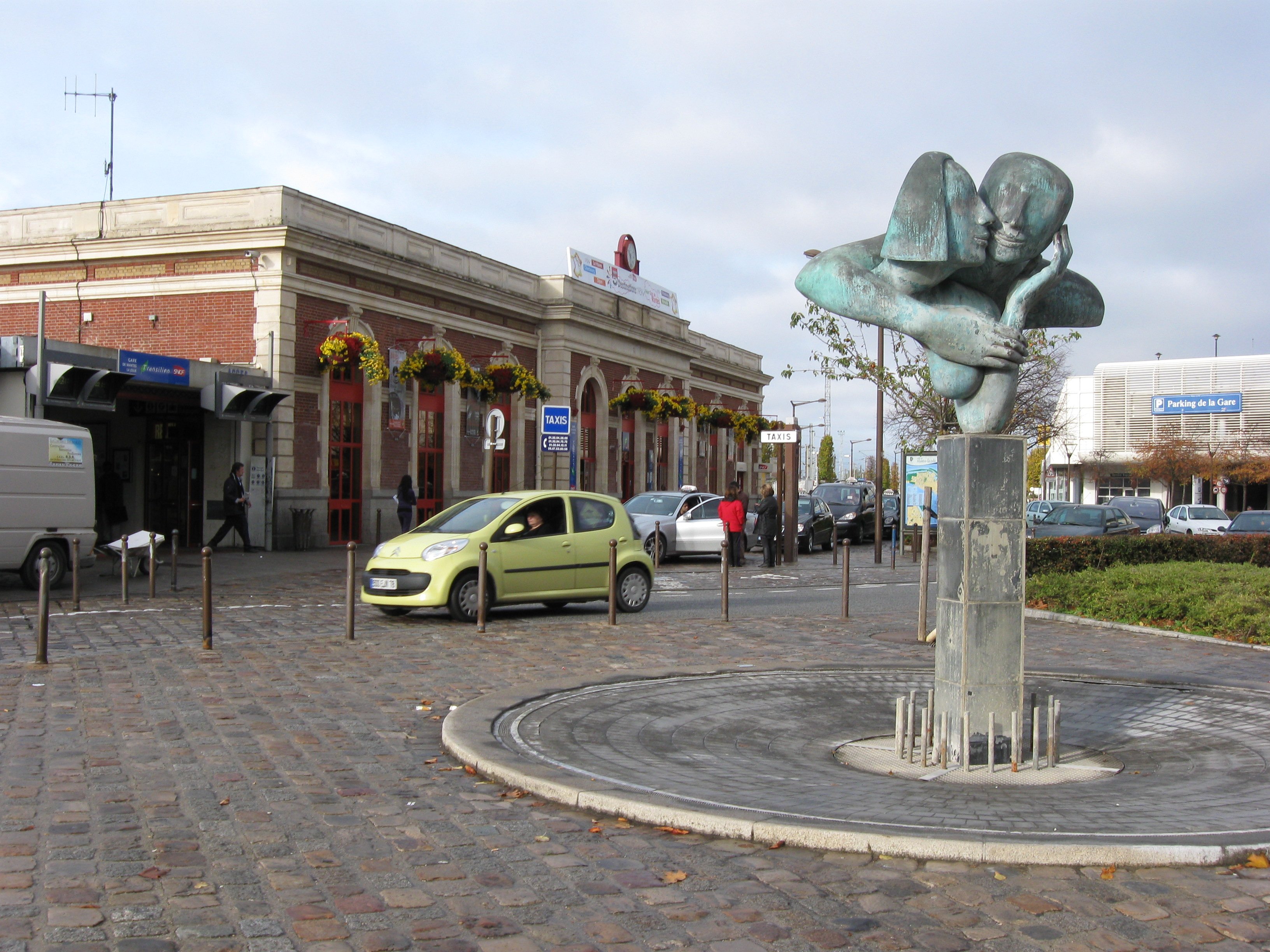
Le Baiser sur la place de la gare de Mantes-la-Jolie

- mobiliers liturgiques contemporains pour les cathédrales de Saint-Malo et de Rennes
- la vierge Notre-Dame de Pentecôte pour la maison d'Église Notre-Dame de Pentecôte à la Défense

## Espaces urbains
- Paul Claudel à Montigny-le-Bretonneux
- l'Europe à Rueil-Malmaison
- le Baiser place de la gare de Mantes-la-Jolie
- Robert Doisneau au collège Robert-Doisneau de Chalon-sur-Saône
- La conversation, installée sur la Plaza de San Francisco de La Havane
- Le Pèlerin de Compostelle, installé à Parthenay en 2012 dans le cadre des festivités du millénaire de la ville

## Distinction
- 2008 : prix d'excellence du Comité national de la sculpture de Chine à Pékin

### Filmographie
- Étienne film de Jacques Epaud et François Vivier